# Хуангутуньский инцидент
Хуангутуньский инцидент (яп. 張作霖爆殺事件 Chosakurin bakusatsu jiken, кит. 皇姑屯事件) — покушение на лидера Фэнтяньской клики Чжан Цзолиня, в результате которого тот был смертельно ранен. Инцидент произошёл в период противостояния милитаристских клик. Название связано с районом Хуангутунь, где 4 июня 1928 года на железнодорожной станции был взорван поезд Чжан Цзолиня. В подрыве поезда обвинили японскую разведку, а сам инцидент японской стороной был расценен как «действительно серьёзный инцидент в Маньчжурии».

## Предшествующие события
После Синьхайской революции 1911 года в Китае начинается политический хаос, когда центральное правительство было очень слабым и не могло контролировать местных лидеров и милитаристов, а на территории государства стали появляться независимые образования. Северной частью Китая после смерти лидера революции Юань Шикая в 1916 году стала управлять наиболее боеспособная часть армии — Бэйянская армия, которая впоследствии раскололась на несколько клик. Чжан Цзолинь был лидером-милитаристом Фэнтяньской клики, контролировавшей три северо-восточные провинции, называемые Маньчжурия.
В 1924 году, во время Первого Объединённого Фронта, когда КПК и Гоминьдан объединили усилия, на территории Китая действовали следующие группы милитаристов:
- Фэнтяньская клика (или Фэнтяньская армия) (Чжан Цзолинь) — Япония
- Чжилийская клика — Европа и Америка
- Гоминьдан — Советский Союз[источник не указан 2549 дней]

Фэнтяньская клика получала поддержку императорской Японии, которая сохраняла политические и экономические интересы в Китае после окончания Русско-японской войны и была заинтересована в разработке природных ресурсов на северо-востоке Китая. Японские войска (Квантунская армия) находились на территории специально выделенной зоны (Квантунская область) для охраны Южно-Маньчжурской железной дороги, а также предоставляли материальную и военную помощь Фэнтяньской клике.
Сначала сотрудничество строилось на основе взаимной выгоды. Чжан гарантировал безопасность железной дороги и японские экономические интересы, параллельно боролся с бандитизмом в Маньчжурии. Кроме того, он позволил расширять инвестирование Японии в Маньчжурии. Японская императорская армия оказывала поддержку Чжану в двух войнах между кликами Чжили-Фэнтянь, а также в антифэнтяньском восстании, поднятом одним из генералов Фэнтяньской клики Го Сунлином. Однако цели и задачи Японии и Чжана существенно отличались. Так, Чжан хотел с японской помощью расширить подконтрольную ему территорию, а японцы рассчитывали на последующую оккупацию Маньчжурии и разделении власти с Чжаном. После того, как Чжан частично достиг своих целей, он начал переговоры с США и Великобританией, гарантируя обеим странам открытый доступ к торговле, инвестированию и новым экономическим возможностям в Маньчжурии, то есть те права, которые до этого были только у Японии.
Изменения в политике совпали по времени с чередой экономических кризисов в Японии, связанных с землетрясением в Канто и экономической депрессией, что отразилось на брожениях в руководстве Квантунской армии. Ситуация осложнилась в связи с Северным походом Национально-Революционной армии Китая, которой руководил Чан Кайши, в котором Гоминьдан разбил Сунь Чуаньфана, У Пэйфу и других милитаристов из Северных клик, а также правительство в Пекине, контролируемое Чжан Цзолинем. Таким образом Национально-революционная армия заявила о возможности восстановления своей власти над Маньчжурией, которая по-прежнему считалась частью Китайской республики.
Националистов, коммунистов и других участников похода поддерживал Советский Союз, который поддерживал правительства Монголии и Тувы. Японцев не устраивала перспектива Маньчжурии под советским или под националистическим контролем, а Чжан Цзолинь более не мог рассматриваться в качестве надежного союзника в де-факто независимой Маньчжурии. Для контроля над Маньчжурией требовался переворот и замена Чжана на более подходящего для японцев лидера Фэнтяньской клики.

## Инцидент

### Взрыв
В ночь 3 июня 1928 года Чжан поездом из Пекина отправился в Шэньян. Поезд следовал по железной дороге Цзинха (Пекин-Харбин), которую патрулировали его войска, кроме моста в нескольких километрах восточнее станции Хуангутунь (в окрестностях Шэньяна, где Южно-Маньчжурская железная дорога пересекалась с магистралью Цзинха).
Бомба взорвалась в 5:23 утра 4 июня 1928 года, когда поезд Чжана был на мосту. Несколько официальных лиц, сопровождавших Чжана, включая У Цзюньшэна (吳俊升), губернатора Хэйлунцзяна, погибли на месте. Сам Чжан был смертельно ранен, и его отправили в Шэньян, где он умер несколькими часами позже.
Ныне есть сведения, что взрыв был организован советской разведкой. В 2001 году были опубликованы материалы о том, что операция по устранению Чжан Цзолиня была проведена советской разведкой, непосредственным организатором был Н. И. Эйтингон (впоследствии — генерал-майор МГБ) совместно с резидентом разведупра РККА в Шанхае Х. Салныньшем.
Однако другие исследователи, в частности историк А. Ю. Сидоров, сомневаются в этой гипотезе, считая её недоказанной, поскольку А. Колпакиди и Д. Прохоров не предоставили никаких документальных свидетельств в подтверждение своей версии, ссылаясь только на слова покойного Д. А. Волкогонова, который якобы видел следы этой операции в закрытых архивах.

### Последствия
Во время покушения Квантунская армия готовила к роли нового руководителя Фэнтаньской клики и последователя Чжана генерала Ян Юйтина (楊宇霆). Однако армия не воспользовалась удачным покушением, она не была мобилизована и не использовала смерть Чжана для расправы с его главными врагами. Кроме того, удачное покушение не стало достаточным поводом для объявления войны и японской интервенции. Вместо этого инцидент был осуждён международным сообществом, а также гражданскими и военными властями в самой Японии. Также стало сюрпризом появление сына Чжана — Чжан Сюэляна (張學良/张学良) в качестве преемника отца и лидера Фэнтяньской клики.

## Итоги
Молодой Чжан понимал, что его главная задача — сохранение безопасности и предотвращение конфликта с Японией. Для этого он даже прямо не заявил о том, что его отец погиб от рук японцев, а вместо этого начал проводить осторожную политику примирения с националистическим правительством Чан Кайши, который признал его в качестве законного правителя Маньчжурии вместо генерала Ян Юйтина. Так Хуангутуньский инцидент существенно ослабил политические позиции Японии в Маньчжурии. Более того, покушение не было одобрено ни японским военным руководством, ни гражданским правительством. Фактически император Хирохито раскритиковал данный инцидент, а за неэффективность в поиске и наказании виновных сместил с поста премьер-министра Гиити Танака, хотя главной причиной стало ухудшение позиций Японии на международной арене (так как Чжан де-юре был главой официально признанного Бэйянского правительства в Пекине).
Для достижения своих целей японская армия должна была ждать несколько лет, прежде чем создать иной инцидент для интервенции в Маньчжурию.